# راي أوستن (ملاكم)
راي أوستن (بالإنجليزية: Ray Austin)‏، مواليد 31 أكتوبر 1970، هو ملاكم أمريكي ولد  في كليفلاند، يصنف ضمن فئة الوزن الثقيل.

## المسيرة الاحترافية
من نزالاته:
- خسر أمام أودلانير سوليس (2010/12/17).
- انتصر على دافاريل وليامسون بالضربة الفنية القاضية (2009/10/31).
- انتصر على أندرو جولوتا (2008/11/07).
- خسر أمام فلاديمير كليتشكو بالضربة القاضية (2007/03/10).
- تعادل مع سلطان إبراهيموف (2006/07/28).
- تعادل مع لانس ويتيكر (2002/04/13).

## إحصائيات
خاض خلال مسيرته 43 نزالا، فاز في 29 وتعادل في 4 وخسر في 10. فاز بالضربة القاضية في 18 نزالا.

## روابط خارجية
- راي أوستن على موقع بوكس ريك (الإنجليزية) (registration required)